# BL 9.2 inch
I'Ordnance BL 9.2 inch era un obice pesante da assedio, arma principale per il fuoco di controbatteria a disposizione delle forze britanniche in Francia durante la prima guerra mondiale. Equipaggiava buona parte delle batterie d'assedio della Royal Garrison Artillery e rimase in servizio fino alla metà della seconda guerra mondiale.

## Storia
Le origini di questo obice pesante da assedio britannico sono collegate agli avanzamenti tecnologici di inizio secolo ed alla comparsa degli obici campali tedeschi da 21 cm di calibro. Nel 1900 infatti gli inglesi avevano acquistato degli obici Škoda da 24 cm Mörser M. 98 austro-ungarici, designati BL 9.45 inch Howitzer Mk I, per il servizio in Sudafrica. Durante l'utilizzo sul campo l'eccessiva elevazione minima si rivelò problematica. I britannici decisero quindi di sviluppare un proprio obice pesante, conservando però la tecnica di trasporto in tre carichi su altrettanti carrelli ruotati, introdotta dalla Škoda. Il primo prototipo fu consegnato nel 1913 e provato a Woolwich e Shoeburyness nello stesso inverno. Nel luglio 1914 venne trasferito nel poligono di tiro di Rhayader ed assegnato ad una compagnia di artiglieria d'assedio. L'esito delle prove dimostrò la superiorità del pezzo su qualsiasi altra artiglieria d'assedio in servizio e se ne auspicava l'acquisizione. Il maggior generale von Donop, Master-General of the Ordnance, ordinò immediatamente 16 obici, cui seguirono altri 16 nell'ottobre 1914. Il prototipo, soprannominato Mother, entrò in azione in Francia il 31 ottobre 1914, mentre i pezzi di produzione di serie entrarono in servizio nel 1915.
Il pezzo veniva trasportato scomposto in tre carichi su carrelli ruotati - affusto e culla, piattaforma, bocca da fuoco - ognuno trainato da un tiro di 8 cavalli o da un trattore d'artiglieria. La piattaforma di tiro era formata da sezioni d'acciaio imbullonate ad un castello anteriore che affondava nel terreno. Il castello era collegato anteriormente da traverse ad un cassone metallico che, riempito con 9,1 t di terra nel Mk I o 11,2 t nel Mk II, fungeva da zavorra contro il rinculo. Su terreni cedevoli, delle travi supplementari venivano poste sotto al castello. L'affusto a cassa era imperniato anteriormente sul castello e posteriormente scorreva tramite rulli su una sezione curva di rotaia; il pezzo poteva così brandeggiare di 30° a sinistra ed a destra tramite un ingranaggio che impegnava una sezione curva di cremagliera.
La culla a manicotto era incavalcata tramite orecchioni sull'affusto. La culla supportava la canna, collegata superiormente al pistone idropneumatico del freno di sparo). Tuttavia il progetto iniziale soffriva di un'eccessiva corsa di rinculo e venne modificato nel 1916. Nel 1917 il freno di sparo venne ulteriormente migliorato con l'aggiunta di un indicatore di rinculo e di un dispositivo di regolazione. La corsa massima di rinculo (100 cm nel Mk I e 140 cm nel Mk II) era consentita alle basse elevazioni, quando il freno di sparo doveva assorbire la maggior parte della forza di rinculo orizzontale. Corse inferiori (rispettivamente 58 cm e 50 cm) erano utilizzate agli alti angoli di elevazione, quando era il terreno ad assorbire la maggior parte della forza di rinculo verticale. Questo sistema di rinculo variabile evitava che la culatta colpisse la piattaforma rinculando. La canna doveva essere depressa a 3° per il caricamento.

### Mark II
La gittata della prima versione, denominata Mk I, era relativamente limitata e nel giugno 1916 il comandante in capo dell'artiglieria in Francia, maggior generale Noel Birch, richiese ulteriori modifiche al pezzo per portare la gittata ad almeno 14.000 m, «anche a costo di un aumento di peso del complesso». La nuova versione risultante, denominata Mk II e presentata a dicembre del 1916, impiegava una carica propellente massima più pesante, una canna più lunga ed una gittata di 12.742 m. Tuttavia, l'impiego in combattimento dimostrò che la maggiore velocità alla volata del Mk II riduceva la vita utile della canna a 3.500 colpi, contro una vita media della Mk I di 6.000 colpi.
|  |  |  |

## Impiego operativo

### Commonwealth britannico
L'ingresso in servizio con le forze armate dell'Impero britannico evidenziarono uno svantaggio insito nel sistema di trasporto scomposto, cioè l'impossibilità di fare fuoco direttamente dall'affusto di trasporto, come sul BL 8 inch Mk VI-VIII. Inoltre il tempo di messa in batteria aumentava notevolmente. Tuttavia, la stabilità della piattaforma da assedio rese il pezzo «il più preciso alcuni obici pesanti».
Durante la Grande Guerra, il pezzo servì solo sul fronte occidentale, assegnato a 36 batterie britanniche, una australiana e due canadesi. La dotazione delle batterie passò da 4 obici a 6 durante il 1916-1917. Inizialmente, le batterie erano assegnate a gruppi di artiglieria pesante, costituiti usualmente una da 9.2 inch e 4 in altri calibri. A metà della guerra i gruppi furono riorganizzati in Brigade RGA di diversi tipi, ma che conservarono la presenza di una singola batteria da 9.2 inch per ogni brigata.
Durante la seconda guerra mondiale, alcuni obici furono inviati in Francia con la British Expeditionary Force, ma la maggior parte di essi venne schierata sul suolo britannico in funzione anti-invasione. Secondo le memorie post-belliche dello scrittore Spike Milligan, che servì nel 56th Heavy Regiment della Royal Artillery, nei primi anni della seconda guerra mondiale le riserve di munizioni da 9.2 inch erano talmente scarse che l'addestramento dei serventi si riduceva con l'urlare "bang" all'unisono, non essendo disponibili colpi per le esercitazioni. 
|  |  |

## Stati Uniti
L'acciaieria Bethlehem Steel era già stata incaricata di produrre obici da 9.2 inch per il Regno Unito prima che gli Stati Uniti entrassero in guerra nell'aprile 1917. L'ordine doveva essere completato in luglio 1917, ma la Bethlehem Steel non riuscì a rispettare le scadenze ed un anno dopo le consegne non erano ancora completate. Con l'aumentare delle capacità industriali britanniche, gli obici iniziarono ad essere disponibili anche per l'export. Il governo americano ordinò 100 obici BL 9.2 inch alla Bethlehem e 132 in Gran Bretagna alla Vickers per equipaggiare l'American Expeditionary Forces, in via di costituzione in Francia. La Bethlehem non riuscì ad evadere l'ordine americano, mentre 40 pezzi furono consegnati dalle industrie inglesi prima della fine della guerra.
Il manuale dell'US Army del 1920 descriveva i pezzi in servizio Model of 1917 (corrispondente al Vickers Mk I) e Model of 1918 (Mk II) come realizzati sia nel Regno Unito che negli Stati Uniti. pezzi di produzione americana erano probabilmente obici ordinati dai britannici alla Bethlehem dirottati all'US Army.
Secondo lo storico Sevellon Brown, l'ordine americano per il 9.2 inch era motivato principalmente dalla necessità contingente di sfruttare capacità costruttive immediatamente disponibili, mentre l'obiettivo finale dell'artiglieria super-pesante americana era quello di realizzare un obice da 240 mm, basato sullo Schneider 280 mm Mle 1914 francese. Questa visione è supportata dal manuale del 1920, che descriveva l'obice 240 mm come nettamente superiore al pezzo da 9.2 inch.
Durante la prima guerra mondiale, il 65th Artillery Regiment dell'United States Army Coast Artillery Corps operò effettivamente con gli obici da 9.2 inch. L'armistizio di Compiègne mise fine alle ostilità quando il 72nd Regiment era pronto per la prima linea ed il 50th Regiment aveva raggiunto la Francia ma non aveva ancora iniziato l'addestramento. Ogni reggimento schierava 24 pezzi.

### Russia e Unione sovietica
Dei 44 pezzi da 9.2 inch promessi dagli Alleati, solo 4 furono effettivamente consegnati all'Impero russo, ceduti dal Giappone nel 1917. La designazione russa per l'obice era 234-mm Vickers. Da un inventario del 15 settembre 1917 risultavano disponibili negli arsenali russi 1.100 colpi da 234 mm, che tuttavia non venivano prodotti localmente ma dovevano essere importati.
Tre di questi obici erano ancora in servizio con il 317º Battaglione d'artiglieria, parte del 13ª Armata, nell'inverno 1939-1940, quando vennero impiegati contro la Linea Mannerheim.

### Belgio
Nel 1918, dopo la fine della guerra, i britannici lasciarono in Belgio un obice Mk II, precedentemente appartenuto alla 129th Siege Battery. Il pezzo, denominato obusier de 9,2'', venne assegnato dai belgi ad una batteria costiera a difesa di Knokke, ma nei primi anni trenta il pezzo posto in riserva. Dopo l'invasione tedesca del Belgio, venne catturato dalla Wehrmacht e designato 23,4 cm H 545(b).

## Munizionamento
Il munizionamento primario era costituito dalle granate ad alto esplosivo (HE), caricate con amatolo, trinitrotoluene o lyddite, dal peso standard di 130 kg. Tuttavia, erano disponibili 19 varianti di granate HE, alcune con sottovarianti. Gli ultimi modelli di granata avevano una carica esplosiva che variava da 11 a 18 kg di esplosivo, per una lunghezza tra 71 e 81 cm. Era disponibile anche una granata perforante con spoletta posteriore, caricata con shellite. Le spolette disponibili includevano varie versioni della No. 101, No. 106 e No. 188. Oltre tre milioni di munizioni vennero utilizzate durante la guerra.
Nel 1918 vennero introdotte le granate chimiche, caricate con iprite, prodotte in soli 7.000 esemplari. 
|  |  |

## Esemplari esistenti

### Imperial War Museum

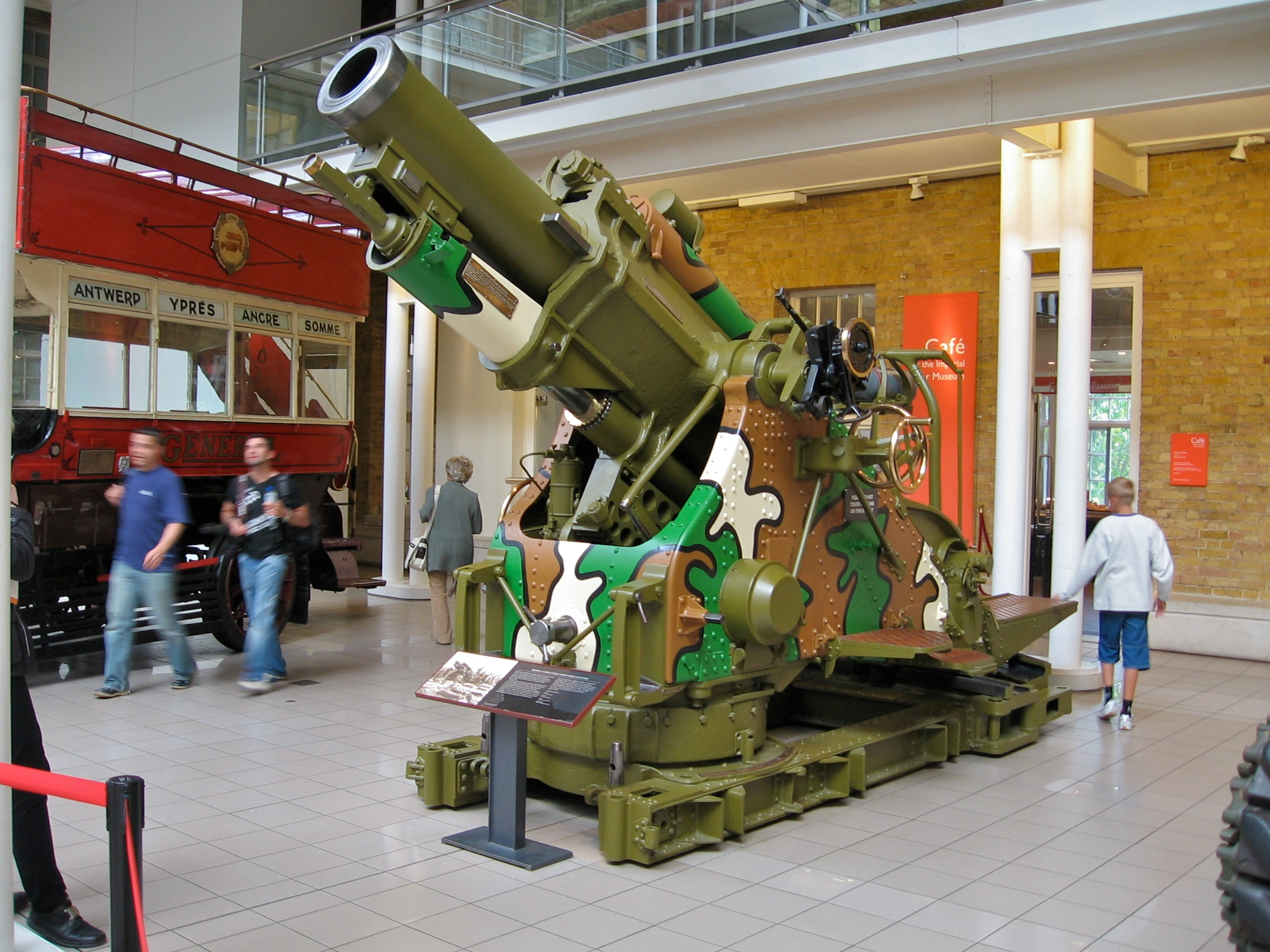
Bocca da fuoco del prototipo Mother su affusto Mk I di serire, esposto all'Imperial War Museum, Londra.

La bocca da fuoco del prototipo originale, conosciuto come Mother, è conservata su un affusto di serie versione Mk I all'Imperial War Museum. Questo obice venne testato a Rhayader in Powys, Galles, nel luglio 1914. Inviato in Francia, venne assegnato all'8th Siege Battery (8ª Batteria d'assedio) a partire dall'ottobre 1914. A titolo di curiosità, l'obice venne ispezionato dal generale John French il 5 novembre 1914 e da Edoardo Principe di Galles il 18 novembre. Trasferito alla 10th Siege Battery all'inizio del 1915, venne usato durante la battaglia di Neuve-Chapelle nel marzo 1915 ed in quella di Festubert in maggio 1915. L'arma fu riportata in Gran Bretagna nel luglio 1915 ed utilizzata nel poligono di Shoeburyness fino ad usura dell'anima. La canna venne quindi ritubata e l'obice rispedito in Francia nel 1917.
Acquistato dall'Imperial War Museum, l'obice venne esposto al Crystal Palace dal 1920 e a South Kensington dal 1924. Intorno a questo periodo, l'obice servì da modello per il Royal Artillery Memorial, progettato da Charles Sargeant Jagger..

### Australian War Memorial

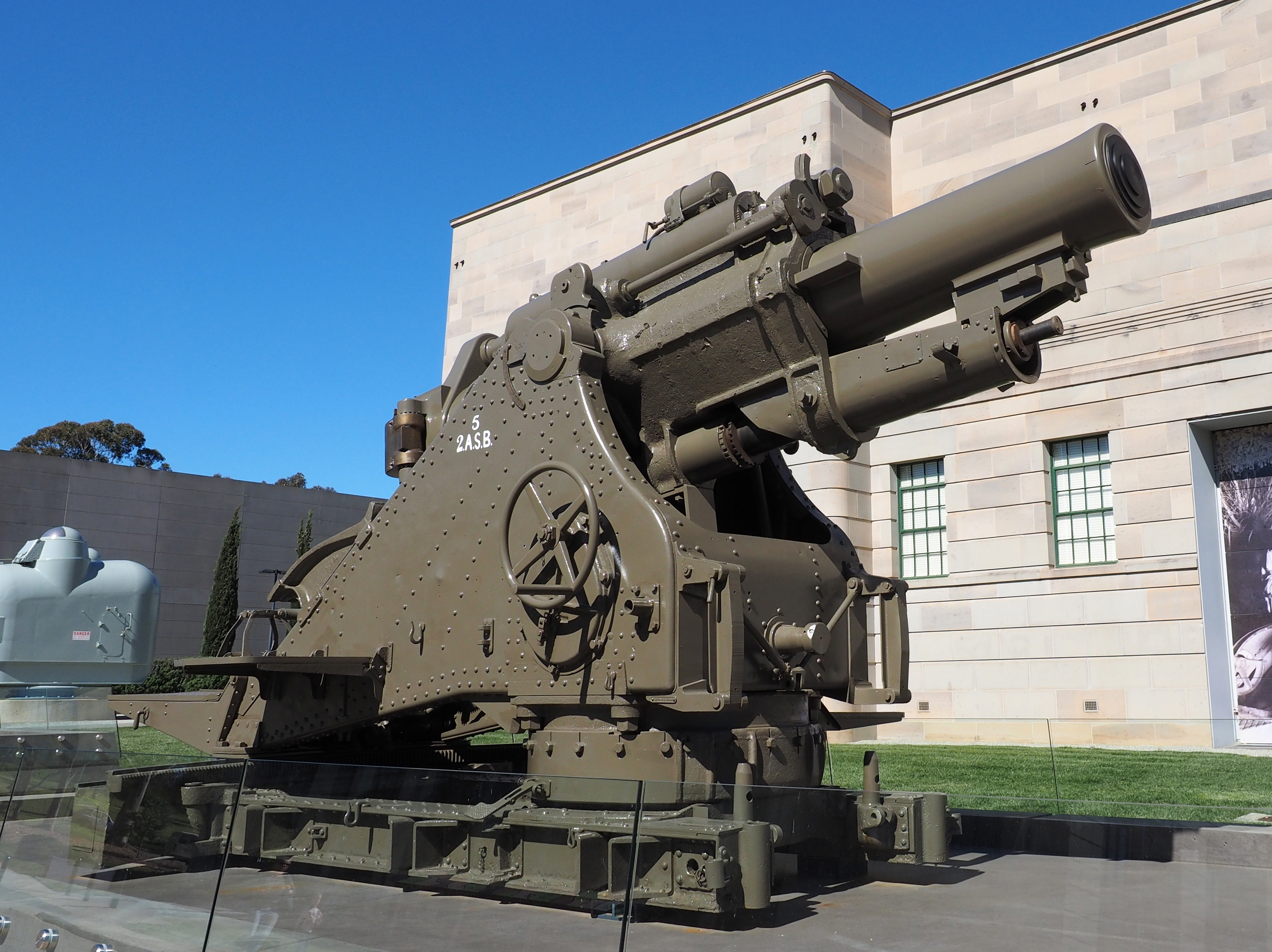
Un obice BL 9.2 inch esposto all'esterno dell'Australian War Memorial nel 2016.

Un obice Mk I, probabilmente impiegato dalla 55th Siege Battery del First Australian Imperial Force nel 1917, è conservato presso l'Australian War Memorial di Canberra. L'arma venne ceduta al museo nel 1939, dopo essere stata usata nel poligono d'artiglieria di Port Wakefield per prove di stress, prima di essere riportato nei magazzini del museo in aprile 1949. Venne dato in prestito alla Royal Australian Artillery per essere esposto presso le Holsworthy Barracks. Venne riconsegnato al museo nel 1998.

### Charleston, South Carolina
Una canna di obice BL 9.2 inch, prodotta nel 1918 dalla Bethlehem Steel Company, è esposta nel White Point Garden di Charleston (Carolina del Sud)